# ドナルド・クラム
ドナルド・ジェームズ・クラム（Donald James Cram, 1919年4月22日 – 2001年6月17日）は、アメリカ合衆国の化学者。「自然分子の機能を模倣することのできる三次元分子の合成」の業績により1987年度のノーベル化学賞を受賞した。
クラムはバーモント州のチェスターで生まれ、カリフォルニア州のパームデザートで没した。

## 教育
クラムはフロリダ州のローリンズ大学とネブラスカ州のネブラスカ大学リンカーン校で教育を受け、1947年にハーバード大学から有機化学の博士号を取得した。1947年からカリフォルニア大学ロサンゼルス校(UCLA)に在籍し、1956年に教授になった。

## 研究分野
クラムはチャールズ・ペダーセンの画期的なクラウンエーテルの合成の研究を発展させた。ペダーセンの仕事はイオンや特定の金属原子を認識して、選択的に結合できるような、基本的には二次元の分子を合成することだったが、クラムはこのような物性を持つ三次元の分子を創った。また、三次元構造の相補性により様々な分子を選択して取り込みうる一連の超分子を設計した。彼の仕事は後に、特徴的な構造に基づく特別な振る舞いをする人工酵素などの開発へと繋がった。彼はまた、立体化学の研究や自身の名にちなんだ「非対称性の誘導に関するクラムの規則」の研究も行った。この規則は以後「クラム則」として、立体選択的な反応の理解に用いられるようになった。

### 教師として
彼は研究者であっただけではなく、生涯に8000人の大学生と200人の大学院生を教えた、人気の教師でもあった。彼はギターとフォークソングで授業を盛り上げた。彼の性格は自虐的で、次のような言葉が引用される。「研究が新しい分野の研究を始めるのは、信仰ともやもやしたアイデア、そして少しの突飛な実験からである。ついには否定的結果と肯定的結果の相互作用が研究を進める。研究が終わる時には、研究者は研究がどのように始められ、進められるべきだったかをやっと理解する」
有機化学の教科書の著者でもある。

## 受賞歴
- 1974年 アーサー・C・コープ賞
- 1975年 センテナリー賞
- 1985年 ロジャー・アダムス賞、ウィラード・ギブズ賞
- 1987年 ノーベル化学賞
- 1989年 グレン・T・シーボーグ・メダル
- 1992年 米国科学アカデミー賞化学部門
- 1993年 アメリカ国家科学賞

## 参照
- Donald J. Cram - Biographical